# Lamasu
Lamasu (množina: lamasui) (klinasto pismo: 𒀭𒆗, AN.KAL, sumerski: dlammař, akadski: lamassu) u akadskoj je i asirskoj religiji, dobri duh ili dobro božanstvo, zaštitnik ljudi, domova, građevina i gradova. Lamasui su prikazivani kao nemani s bikovskim tijelom, ljudskom bradatom glavom, orlovskim krilima i s pet nogu. Po dva lamasua bili su sučelice smješteni kao simbolički čuvari na ulazu u hram, kraljevsku palaču ili grad.

## Vanjske poveznice
- Lamasu, Proleksis enciklopedija